# Mương trắng
Mương trắng (danh pháp khoa học: Diplodiscus trichospermus) là một loài thực vật có hoa trong họ Cẩm quỳ. Loài này được Elmer Drew Merrill mô tả khoa học lần đầu tiên năm 1935 dưới danh pháp Hainania trichosperma. Năm 2007 Y.Tang, M.G.Gilbert & Dorr chuyển nó sang chi Diplodiscus thành danh pháp Diplodiscus trichospermus.